# پارک ملی اسگنی
پارک ملی اسگنی (به لاتین: Assagny National Park) یک پارک ملی در ساحل عاج است که در ساحل عاج واقع شده‌است.